# Kongeegen

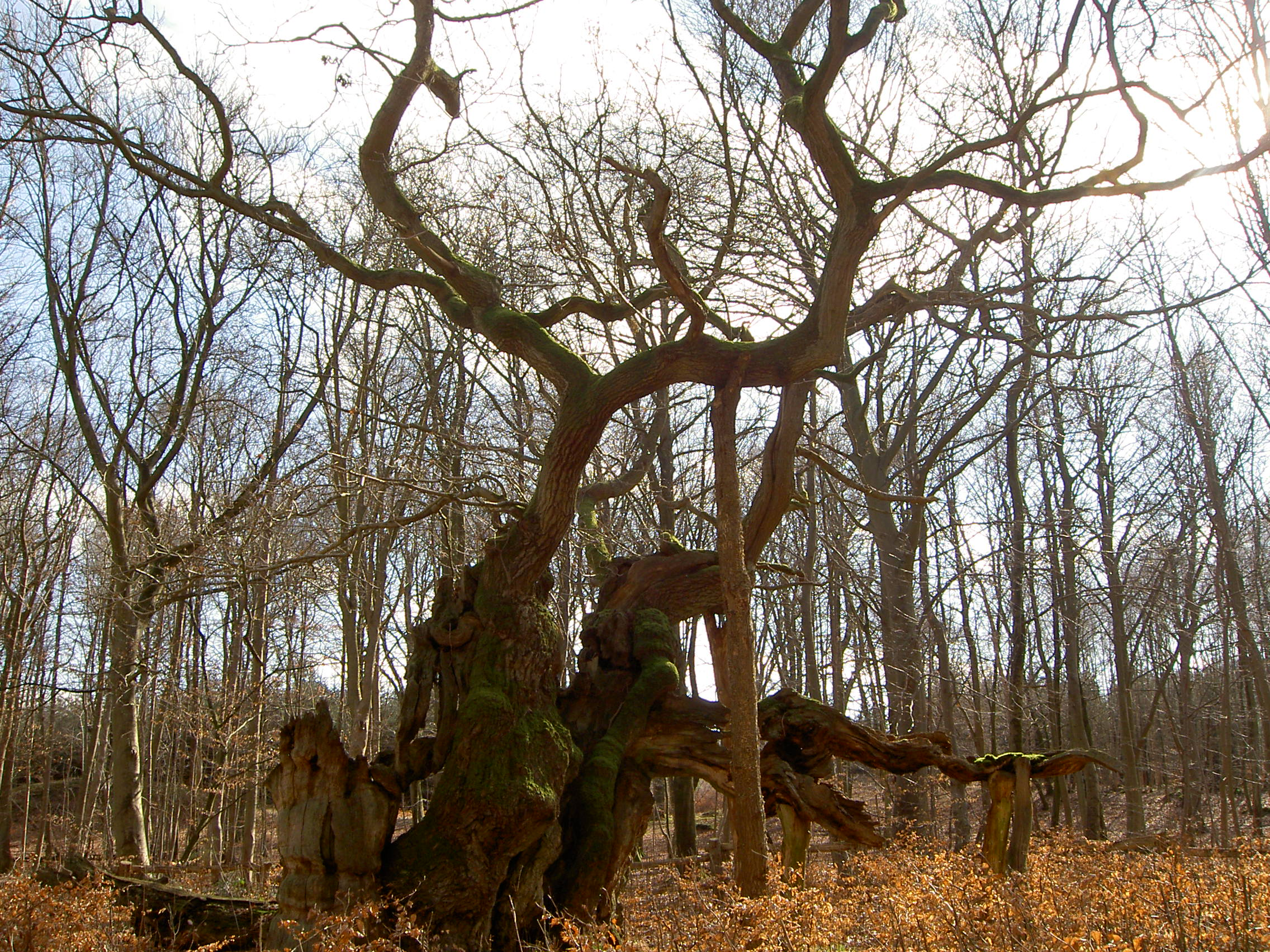
Kongeegen em março de 2008

Kongeegen (o Rei Carvalho) é um renomado carvalho na Dinamarca. Cresce em Jægerspris Nordskov (floresta norte de Jægerspris), perto de Jægerspris, na ilha de Sjælland.  Uma investigação científica em 1965 dos anéis da árvore indicou que a árvore tem uma idade estimada de 1450 a 1900 anos e pode muito bem ser o carvalho vivo mais antigo do norte da Europa. Provavelmente cresceu originalmente em um campo aberto, para explicar seu tronco curto e baixa ramificação, com outras árvores florestais mais altas crescendo em torno dele posteriormente. As árvores mais altas ao redor agora estão protegendo-o e matando-o lentamente. Kongeegen está localizado na mesma floresta que Snoegen e Storkeegen, outras duas árvores antigas do norte europeu. 